# Alcázar de Colón
L'Alcázar de Colón o Palazzo vicereale di Don Diego Colón è un palazzo dell'inizio del XVI secolo situato in Plaza de España nella città coloniale di Santo Domingo, nella Repubblica Dominicana. L'edificio venne costruito su un terreno vicino alle scogliere di fronte al fiume Ozama. Il terreno venne concesso a Diego Colombo, primogenito di Cristoforo Colombo, dal re Ferdinando il Cattolico affinché costruisse per sé e per la sua prole una dimora nell'isola di Hispaniola, dove era giunto nel 1509 come governatore e dove il Museo Alcázar de Colón attualmente ha sede.
La fortezza è stata dichiarata Patrimonio dell'umanità dall'UNESCO nel 1990.

## Edificio
Non si sa chi abbia progettato il palazzo. L'edificio è costruito in stile gotico ma presenta anche elementi rinascimentali. Sorge sulla riva dell'Ozama.
In origine l'edificio aveva 55 stanze. Di queste ne rimangono solo 22.

## Storia
Nel 1509 Diego Colombo giunse a Santo Domingo in veste di governatore. La costruzione del palazzo avvenne dal 1510 al 1514. Nel frattempo Diego venne nominato viceré. Fino al 1577 vissero nel palazzo tre generazioni della famiglia Colombo. La dimora ospitò inoltre un gran numero di conquistadores spagnoli, come Hernán Cortés e Pedro de Alvarado.
Nel 1586 l'edificio fu saccheggiato dal navigatore britannico Francis Drake, dopodiché andò in rovina. Dopo alcuni cedimenti, ciò che restava del palazzo venne adibito alla funzione di magazzino e stalla.
Nel 1870 il palazzo fu dichiarato monumento nazionale, tuttavia fu solo negli anni '50 del 1900 che si giunse a una restaurazione completa dello stabile.